# Priscilla Lun
Priscilla Lun (* 21. Oktober 1990) ist eine ehemalige US-amerikanische Badminton-Nationalspielerin. 

## Karriere
Priscilla Lun siegte 2002 (Einzel) und 2008 (Doppel) bei den Junioren-Badmintonpanamerikameisterschaften. 2009 (Doppel) und 2010 (Mixed) gewann sie die Miami PanAm International. Bei den US-amerikanischen Badmintonmeisterschaften erkämpfte sie sich 2009, 2010, 2011 und 2012 jeweils Bronze. Im Uber Cup 2010 repräsentierte sie ihr Land als Nationalspielerin.

## Sportliche Erfolge
| Saison | Veranstaltung                              | Disziplin | Platz | Name                                 |
| ------ | ------------------------------------------ | --------- | ----- | ------------------------------------ |
| 2001   | MBBC Juniors U13 2001                      | WD        | 1     | Jamie Subandhi / Priscilla Lun       |
| 2002   | US Junior Nationals U13 2002               | WD        | 1     | Cheryl Chow / Priscilla Lun          |
| 2002   | Pan American Junior Championships U13 2002 | WD        | 1     | Priscilla Lun / Cheryl Chow          |
| 2002   | Pan American Junior Championships U13 2002 | WS        | 1     | Priscilla Lun                        |
| 2002   | US Junior Nationals U13 2002               | WS        | 1     | Priscilla Lun                        |
| 2003   | US Junior Nationals U15 2003               | WD        | 1     | Priscilla Lun / Jamie Subandhi       |
| 2004   | MBBC Juniors U17 2004                      | XD        | 1     | Dakota Clark / Priscilla Lun         |
| 2004   | MBBC Juniors U17 2004                      | WS        | 1     | Priscilla Lun                        |
| 2004   | US Junior Nationals U15 2004               | WD        | 1     | Kuei Ya Chen / Priscilla Lun         |
| 2005   | US Junior Nationals U17 2005               | WD        | 1     | Iryna Boboshko / Priscilla Lun       |
| 2005   | US Junior Nationals U17 2005               | XD        | 1     | Emmanuel Pun / Priscilla Lun         |
| 2006   | US Junior Nationals U17 2006               | WD        | 1     | Thuy Hoang / Priscilla Lun           |
| 2006   | US Junior Nationals U17 2006               | XD        | 1     | Howard Shu / Priscilla Lun           |
| 2007   | MBBC Juniors U22 2007                      | XD        | 1     | Kyle Emerick / Priscilla Lun         |
| 2007   | MBBC Juniors U19 2007                      | XD        | 1     | Randy Hsia / Priscilla Lun           |
| 2007   | US Junior Nationals U19 2007               | WD        | 1     | Lauren Todt / Priscilla Lun          |
| 2008   | MBBC Juniors U22 2008                      | WD        | 1     | Thuy Hoang / Priscilla Lun           |
| 2008   | US Junior Nationals U19 2008               | WD        | 1     | Priscilla Lun / Rena Wang            |
| 2008   | US Junior Nationals U22 2008               | XD        | 1     | Kyle Emerick / Priscilla Lun         |
| 2008   | US Junior Nationals U19 2008               | XD        | 3     | Calvin Lin / Priscilla Lun           |
| 2008   | Pan American Junior Championships U19 2008 | WD        | 1     | Priscilla Lun / Rena Wang            |
| 2008   | MBBC Juniors U19 2008                      | WS        | 1     | Priscilla Lun                        |
| 2008   | MBBC Juniors U22 2008                      | XD        | 1     | Hock Lai Lee / Priscilla Lun         |
| 2009   | US Nationals 2009                          | WD        | 3     | Priscilla Lun / Mesinee Mangkalakiri |
| 2009   | USA International 2009                     | WD        | 1     | Priscilla Lun / Paula Obanana        |
| 2009   | USA International 2009                     | XD        | 1     | Hock Lai Lee / Priscilla Lun         |
| 2009   | Dave Freeman Open 2009                     | XD        | 1     | Hock Lai Lee / Priscilla Lun         |
| 2009   | Dave Freeman Open 2009                     | WD        | 1     | Thuy Hoang / Priscilla Lun           |
| 2009   | US Open 2009                               | WD        | 3     | Priscilla Lun / Mesinee Mangkalakiri |
| 2009   | Boston Open 2009                           | XD        | 3     | Hock Lai Lee / Priscilla Lun         |
| 2010   | US Nationals 2010                          | XD        | 3     | Hock Lai Lee / Priscilla Lun         |
| 2010   | USA International 2010                     | XD        | 1     | Hock Lai Lee / Priscilla Lun         |
| 2010   | USA International 2010                     | WS        | 3     | Priscilla Lun                        |
| 2010   | Dave Freeman Open 2010                     | XD        | 3     | Hock Lai Lee / Priscilla Lun         |
| 2011   | Dave Freeman Open 2011                     | XD        | 2     | Hock Lai Lee / Priscilla Lun         |
| 2011   | US Nationals 2011                          | WD        | 3     | Thuy Hoang / Priscilla Lun           |
| 2011   | US Nationals 2011                          | WS        | 3     | Priscilla Lun                        |
| 2011   | US Nationals 2011                          | XD        | 3     | Hock Lai Lee / Priscilla Lun         |
| 2012   | Peru International 2012                    | XD        | 3     | Hock Lai Lee / Priscilla Lun         |
| 2012   | US Nationals 2012                          | WS        | 3     | Priscilla Lun                        |